# Gostkowo (województwo wielkopolskie)
Gostkowo – wieś w Polsce położona w województwie wielkopolskim, w powiecie rawickim, w gminie Miejska Górka.
W okresie Wielkiego Księstwa Poznańskiego (1815-1848) miejscowość wzmiankowana jako Gostkowo należała do wsi większych w ówczesnym pruskim powiecie Kröben (krobskim) w rejencji poznańskiej. Gostkowo należało do okręgu sarnowskiego tego powiatu i stanowiło odrębny majątek, którego właścicielem byli wówczas (1846) Gepner. Według spisu urzędowego z 1837 roku Gostkowo liczyło 238 mieszkańców, którzy zamieszkiwali 32 dymy (domostwa).
W latach 1975–1998 miejscowość administracyjnie należała do województwa leszczyńskiego.
Zobacz też: Gostkowo, Gostków